# Приданцев, Михаил Васильевич
Михаил Васильевич Прида́нцев (11 ноября 1903, Москва — 1984) — советский учёный-металлург, металловед. Доктор технических наук (1948), профессор (1956).

## Биография
Родился 11 ноября 1903 года в Москве.
Окончил химический факультет МВТУ имени Н. Э. Баумана (1929) по специальности металлургия по чёрным металлам.
В 1927—1940 Ст. лаборант, ст. инженер, заместитель начальника и начальник Центральной исследовательской лаборатории завода «Электросталь»
В 1940—1957 заместитель директора Института стали Центрального научно-исследовательского Института чёрной металлургии.
В 1957—1962 Директор Института качественных сталей Центрального научно-исследовательского института чёрной и цветной металлургии им. И. П. Бардина Госкомитета по чёрной и цветной металлургии.
В 1962—1967 Директор Института металлургии и материаловедения им. А. А. Байкова АН СССР.
В 1967—1974 заместитель директора Института новой металлургической технологии ЦНИИЧМ.
В 1964—1982 главный редактор журнала «Заводская лаборатория. Диагностика материалов».
Член КПСС с 1944 года.
Похоронен на Донском кладбище.

## Награды и премии
- Сталинская премия II степени (14 марта 1941) — за изобретение стали марки ЭИ-75, марки ЭИ-262, марки ЭИ-184
- Сталинская премия III степени (1943) — за разработку нового технологического процесса в производстве боеприпасов, дающего большую экономию цветных металлов
- Сталинская премия I степени (1949) — за разработку технологии производства жаропрочного сплава
- заслуженный деятель науки и техники РСФСР (1964)
- Орден Красной звезды (1945)
- Орден Трудового Красного Знамени (1948, 1953, 1963, 1973)
- Орден Ленина (1957)
- Орден «Знак Почёта» (1958)

## Книги
- Жаропрочные стареющие сплавы [Текст]: научное издание / М. В. Приданцев. — М.: Металлургия, 1973. — 183 с.: ил. — (Успехи современного металловедения / Под общ. ред. М. Л. Бернштейна, И. И. Новикова).
- Свойства и применение жаропрочных сплавов [Текст]: сборник / Ин-т металлургии им. А. А. Байкова; Отв. ред. М. В. Приданцев. — М.: Наука, 1966. — 300 с.: ил.
- Конструкционные стали [Текст]: справочник / М. В. Приданцев, Л. Н. Давыдова, И. А. Тамарина. — М.: Металлургия, 1980. — 288 с.: ил.
- Стали с пониженным содержанием никеля [Текст]: справочник / Под ред. М. В. Приданцева, Г. Л. Лившица. — М.: Металлургиздат, 1961. — 200 с.
- Коррозионностойкие стали и сплавы [Текст] / А. А. Бабаков, М. В. Приданцев. — Москва: Металлургия, 1971. — 319 с.: ил.; 22 см.
- Высокопрочные аустенитные стали. Михаил Васильевич Приданцев, Николай Павлович Талов, Феликс Львович Левин. Металлургия,, 1969 — Всего страниц: 247